# سيفاوي
السيفاوي (الاسم العلمي:Nephrolepis) هو جنس من النبات يتبع الفصيلة اللومارية من رتبة السرخسيات.

## أنواع السيفاوي
- سيفاوي أعقف
- سيفاوي باسق
- سيفاوي براوني
- سيفاوي ثنائي التثلم
- سيفاوي حاد
- سيفاوي حاد الأوراق
- سيفاوي درني
- سيفاوي رقيق
- سيفاوي غربي
- سيفاوي قلبي الأوراق
- سيفاوي متعدد الأزهار
- سيفاوي متموج
- سيفاوي متهدل
- سيفاوي مشطي
- سيفاوي مفلطح الفلقات
- سيفاوي مندثر
- سيفاوي نهري
- سيفاوي أجدب
- سيفاوي أجرد
- سيفاوي أذيني
- سيفاوي أزغب
- سيفاوي بوسطني
- سيفاوي ثنائي التسنن
- سيفاوي جاف
- سيفاوي جذاب
- سيفاوي حاد الزوايا
- سيفاوي خلاب
- سيفاوي ذنبي
- سيفاوي رائع
- سيفاوي رجل الذئب
- سيفاوي سبخي
- سيفاوي سناني
- سيفاوي سولاوسي
- سيفاوي شبه قلبي
- سيفاوي شديد الخضرة
- سيفاوي شعري
- سيفاوي شلشتري
- سيفاوي صدئ
- سيفاوي طحلبي
- سيفاوي طومسوني
- سيفاوي غاري الأوراق
- سيفاوي قليل السعف
- سيفاوي قوي
- سيفاوي كبير
- سيفاوي كبير الأوراق
- سيفاوي كث الزغب
- سيفاوي لحوي
- سيفاوي متجذر
- سيفاوي متراكب
- سيفاوي متعدد الشقوق
- سيفاوي متعرج
- سيفاوي متقزح
- سيفاوي مجدول
- سيفاوي محدب
- سيفاوي مسنن
- سيفاوي مفلطح الأوراق
- سيفاوي منجلي الشكل
- سيفاوي منشاري
- سيفاوي منمق
- سيفاوي موريشيوسي
- سيفاوي ناحل
- سيفاوي هامشي
- سيفاوي واليشياني